# Венявская, Ирена Регина
Ирена Регина Венявская, в замужестве леди Дин Пол (пол. Irena Regina Wieniawska, англ. Lady Dean Paul; 16 мая 1880, Брюссель — 28 января 1932, Лондон) — английский композитор польского происхождения, дочь Генрика Венявского. При жизни произведения Венявской исполнялись, главным образом, под псевдонимом Пол Полдовски (англ. Paul Poldowski).
С 12 лет училась в Брюссельской консерватории, первоначально как пианистка, а затем и в классе композиции Франсуа Геварта. В 1901 г. во время пребывания в Лондоне Венявская вышла замуж за баронета Обри Дина Пола и в следующем году родила сына, однако уже в 1903 г. вернулась к занятиям музыкой, отправившись для завершения своего образования в парижскую Schola cantorum, где её педагогом стал Венсан д’Энди.
Впервые музыка Венявской была исполнена в 1912 г. одним из лондонских оркестров под управлением Генри Вуда. Одновременно в последние годы перед Первой мировой войной Венявская проводила в Брюсселе серию концертов, в которых сама выступала как певица и пианистка, в том числе с собственными произведениями; в 1920-е гг. аналогичные концерты проводила в Нью-Йорке. Среди участников этих концертов был и её муж, певший баритоном под псевдонимом Эдуард Рэмзи. Затем, однако, супруги фактически расстались, и Венявская умерла в одиночестве и бедности.
Среди сочинений Венявской — Симфоническая драма в пяти актах «Тишина» (англ. Silence) и другие оркестровые сочинения, значительная часть которых была утрачена в годы Второй мировой войны. Наиболее известны, однако, её вокальные произведения, большинство из которых написаны на слова Поля Верлена.